# Lycenchelys folletti
Lycenchelys folletti är en fiskart som beskrevs av Anderson, 1995. Lycenchelys folletti ingår i släktet Lycenchelys och familjen tånglakefiskar. Inga underarter finns listade i Catalogue of Life.